# Tortuella
Tortuella é um género botânico pertencente à família Rubiaceae.

## Espécies
- Tortuella abietifolia